# Arculanus
Arculanus is een geslacht van wantsen uit de familie van de Miridae (Blindwantsen). Het geslacht werd voor het eerst wetenschappelijk beschreven door Distant in 1904.

## Soorten
Het genus bevat de volgende soorten:

- Arculanus gibbifrons (Bergroth, 1922)
- Arculanus madagascariensis Poppius, 1912
- Arculanus marshalli Distant, 1904